# Syndrome d'Achard-Thiers
Ne doit pas être confondu avec Syndrome d'Achard.
 Mise en garde médicale
Le syndrome d'Achard-Thiers combine les caractéristiques de l'hyperplasie congénitale des surrénales et du syndrome de Cushing. Il est également connu sous le nom de syndrome de la femme barbue diabétique (diabète des femmes à barbe) et survient principalement chez les femmes ménopausées.
La maladie porte le nom de Charles Achard et Joseph Thiers.